# امپراتور گو-سای
امپراتور گو-سای (به ژاپنی: 後西院天皇 Go-Saiin-tennō)؛ (۱ ژانویه ۱۶۳۸–۲۲ مارس ۱۶۸۵) صد و یازدهمین امپراتور ژاپن در زمان شوگون‌سالاری توکوگاوا بود.